# Gesetz über das Halten und Führen von Hunden in Berlin
Das Gesetz über das Halten und Führen von Hunden in Berlin  – Hundegesetz (HundeG) – ist ein deutsches Hundegesetz, das die Gefahren, die mit dem Halten und dem Führen von Hunden verbunden sind, abwehren und ihnen vorsorgend entgegenwirken soll. Das HundeG wurde vom Berliner Abgeordnetenhaus am 7. Juli 2016 beschlossen und ist seitdem viermal geändert worden. Es ersetzte das Gesetz über das Halten und Führen von Hunden in Berlin vom 29. September 2004 (GVBl. S. 424), geändert durch Gesetz vom 23. Juni 2005 (GVBl. S. 338). Ergänzend gelten die Verordnung zur Durchführung des Hundegesetzes (HundeG-DVO) vom 18. September 2018 (GVBl. S. 539) und die Gefährliche-Hunde-Verordnung (GefHuVO) vom 22. August 2016 (GVBl. S. 543).

## Inhalt

### Regelungen für alle Hundehalter
Die §§ 12–16 und §§ 26–29 HundeG enthalten Bestimmungen, die für alle Hundehalter gelten.
§ 12 HundeG in Verbindung mit § 4 HundeG sieht vor, dass alle Hunde nach dem dritten Lebensmonat dauerhaft mit einem Transponder (Mikrochip) gekennzeichnet werden müssen. Zudem ist der Halter verpflichtet, eine Reihe von Daten an ein zentrales Register zu übermitteln (§ 13 HundeG in Verbindung mit § 11 HundeG und §§ 1–5 HundeG-DVO). Ferner muss nach § 14 HundeG eine Haftpflichtversicherung mit einer Mindestdeckungssumme von einer Million Euro bestehen. Außerdem gibt es für bestimmte Bereiche, wie etwa auf Kinderspielplätzen und Badeanstalten Mitnahmeverbote (§ 15 HundeG). Ein eingefriedetes Grundstück muss gemäß § 26 HundeG gegen das Entweichen des Hundes angemessen gesichert sein; außerhalb des Grundstücks bzw. der Wohnung gilt zudem nach § 28 Abs. 1 HundeG grundsätzlich eine Leinenpflicht, von der es aber – etwa für Hunde, die schon vor dem 22. Juli 2016 gehalten wurden, oder in ausgewiesenen Hundeauslaufgebieten – einige Ausnahmen gibt (§ 28 Abs. 2 und 3 HundeG). Außerdem ist in § 29 Abs. 1 HundeG eine Befreiung von der Leinenpflicht vorgesehen, wenn der Hund von einer Person geführt wird, die über eine Bescheinigung ihrer theoretischen und praktischen Sachkunde nach § 6 HundeG in Verbindung mit §§ 6 und 7 HundeG-DVO verfügt.

### Regelungen für gefährliche Hunde
Die §§ 5 und 17–25  HundeG treffen besondere Bestimmungen für sog. gefährliche Hunde.
Dabei gelten zum einen nach § 5 Abs. 1 HundeG in Verbindung mit § 1 GefHuVO Tiere bestimmter Rassen, wie Pitbull-Terrier, American Staffordshire-Terrier und Bullterrier als gefährliche Hunde (sog. Rasseliste). Zum anderen wird die Gefährlichkeit eines Hundes einer anderen Rasse durch einen Verwaltungsakt der zuständigen Behörde im Einzelfall festgestellt. Diese kann insbesondere angenommen werden, wenn er Menschen gebissen oder in gefahrdrohender Weise angesprungen hat oder andere Tiere gehetzt, gebissen oder getötet hat, ohne zuvor angegriffen oder provoziert worden zu sein (§ 5 Abs. 3 HundeG).
Das Halten eines gefährlichen Hundes ist nach § 18 HundeG unverzüglich der zuständigen Behörde anzuzeigen. Der Halter ist gemäß § 19 HundeG verpflichtet, innerhalb von drei Wochen ein Führungszeugnis für Behörden zu beantragen und muss innerhalb von acht Wochen unter anderem seine Sachkunde (§ 6 in Verbindung mit §§ 6 und 7 HundeG-DVO)  und die Durchführung eines Wesenstests (§ 9 HundeG in Verbindung mit § 8 DVO-HundeG) nachweisen.
§ 19 Abs. 3 und 4 HundeG sehen vor, dass dem Halter eine am Halsband oder Brustgeschirr zu befestigenden Plakette erteilt wird, wenn keine Bedenken gegen die Haltung des gefährlichen Hundes bestehen. Dagegen kann gemäß § 30 Abs. 4 HundeG die Haltung des Tieres untersagt werden, wenn der Betroffene seinen Anzeige- und Nachweispflichten nicht nachkommt oder nicht zuverlässig oder geeignet im Sinne des § 22 HundeG ist.
Ferner besteht für gefährliche Hunde ab dem siebten Lebensmonat eine Maulkorbpflicht (§ 20 HundeG) und die Pflicht, das Tier ausbruchssicher unterzubringen (§ 21 Abs. 1 HundeG). Zudem muss der Hund nach § 23 Abs. 1 HundeG grundsätzlich an einer höchstens zwei Meter langen reißfesten Leine geführt werden. In bestimmten Bereichen, in denen Menschen eng zusammenkommen, wie etwa in Gemeinschaftsbereichen von Mehrfamilienhäusern, Geschäften, Büros und Verwaltungsgebäuden, öffentlichen Verkehrsmitteln oder Fußgängerbereichen, darf die Leine sogar nur höchstens einen Meter lang sein. Bei Verstößen gegen diese Bestimmungen kann das Führen des gefährlichen Hundes untersagt werden (§ 30 Abs. 5 HundeG).